# Flughafen Berlevåg

i7
i11
i13
Der Flughafen Berlevåg (norwegisch Berlevåg lufthavn^, IATA-Code: BVG, ICAO-Code: ENBV) ist ein nordnorwegischer Flughafen in der Provinz Finnmark. Er befindet sich unmittelbar an der Barentssee-Küste, rund drei Kilometer nordwestlich der Kommune Berlevåg. Betreiber des Flughafens ist das norwegische Staatsunternehmen Avinor.
Der Flughafen wird nur von der norwegischen Regionalfluggesellschaft Widerøe angeflogen (Stand September 2013).
Direkte Linienflugverbindungen gibt es nach Båtsfjord, Hammerfest, Hasvik, Honningsvåg, Kirkenes, Mehamn, Sørkjosen, Tromsø, Vadsø und Vardø.